# Lantabat
Lantabat är en kommun i departementet Pyrénées-Atlantiques i regionen Nouvelle-Aquitaine i sydvästra Frankrike. Kommunen ligger i kantonen Iholdy som tillhör arrondissementet Bayonne. År 2022 hade Lantabat 287 invånare.

## Befolkningsutveckling
Antalet invånare i kommunen Lantabat
| Referens: INSEE |